# Christmas (Baby Please Come Home) (Annalisa)
Christmas (Baby Please Come Home) è un singolo promozionale della cantante italiana Annalisa, pubblicato il 7 novembre 2023 come quarto estratto dalla riedizione dell'ottavo album in studio E poi siamo finiti nel vortice.

## Descrizione
Si tratta di una reinterpretazione dell'omonimo brano di Darlene Love ed è stata reinterpretata come brano colonna sonora del film italiano Elf Me diretto da YouNuts! per Prime Video. La traccia è inserita all’interno dell’album E poi siamo finiti nel vortice (Amazon Music Edition) uscito in esclusiva per Amazon Music.
Il 2 dicembre 2024 l'artista pubblica una storia su Instagram in cui annuncia che il singolo è ufficialmente disponibile in tutte le piattaforme streaming.

## Video musicale
Il video è stato pubblicato il 28 novembre 2023 sul canale YouTube della cantante.

## Tracce
Testi e musiche di Phil Spector, Ellie Greenwich e Jeff Barry.
1. Christmas (Baby Please Come Home) – 2:38

## Classifiche
| Classifica (2023) | Posizione massima |
| ----------------- | ----------------- |
| Italia            | 10                |